# 呼延翼
呼延翼（？—309年），十六国时期汉国大臣，匈奴呼延氏。
他是刘渊妻子呼延氏的父亲，帮助刘渊起兵建立汉国，任御史大夫。永凤元年（308年）刘渊称帝，封呼延翼为大司空、雁门郡公。河瑞元年（309年），呼延翼和楚王刘聪相继率领兵马攻打西晋都城洛阳。兵败，不久后，呼延翼被部下所杀。